# IBSA Institut Biochimique
Die IBSA Institut Biochimique SA mit Sitz in Massagno ist ein international tätiges Schweizer Pharmaunternehmen. Die Schweizer Aktiengesellschaft entwickelt, produziert und vertreibt Wirkstoffe und Medikamente in den Bereichen Sterilitätsbehandlung, Rheumatologie, Sportmedizin, Dermatologie und Pneumologie. Das IBSA Institut Biochimique beschäftigt sich zunehmend mit der Entwicklung von pharmakotherapeutischer Systemen mit komplexen Wirkmechanismen, die formulierungstechnisch anspruchsvolle Darreichungsformen benötigen. 
Das Unternehmen mit mehreren Standorten in der Umgebung von Lugano im Kanton Tessin sowie Tochtergesellschaften in Italien, Slowakei, Türkei, Ungarn und China beschäftigt etwa 1'000 Mitarbeiter und erwirtschaftete 2006 einen Umsatz von rund 300 Millionen Schweizer Franken.

## Geschichte
Das Unternehmen wurde 1945 von drei Schweizer Naturwissenschaftlern gegründet und konzentrierte sich zuerst auf den Schweizer Markt. Ein 1985 erfolgtes Management-Buy-out, die Strategie, Wirkstoffe durch neue Darreichungsformen in ihrer Anwendung, therapeutischen Effizienz und Verträglichkeit zu verbessern sowie eine internationale Expansion führten ab den 1990er Jahren zu einem Wachstumsschub. Es wurden neue Produktionsanlagen eröffnet, im Ausland Tochtergesellschaften gegründet und Akquisitionen getätigt sowie neue Wirkstoffe und Medikamente eingeführt.